# Laura Stigger
Laura Stigger, née le 25 septembre 2000 à Innsbruck, est une coureuse cycliste autrichienne sur route et en VTT cross-country.

## Palmarès sur route
- 2018
  -  Championne du monde sur route juniors
- 2021
  - 4e du championnat d'Europe sur route espoirs

## Palmarès en VTT

### Jeux olympiques
- Tokyo 2020
  - abandon en cross-country
- Paris 2024
  - 6e du cross-country

### Championnats du monde
- Cairns 2017
  -  Championne du monde du cross-country juniors

- Lenzerheide 2018
  -  Championne du monde du cross-country juniors

- Mont Saint-Anne 2019
  -  2e du cross-country espoirs
- Val di Sole 2021
  -  2e du cross-country espoirs
- Pal Arinsal 2024
  - 7e du cross-country

### Coupe du monde
- Coupe du monde de cross-country espoirs
  - 2019 : 2e du classement général, vainqueur d'une manche

- Coupe du monde de cross-country
  - 2021 : 13e du classement général
  - 2022 : 9e du classement général
  - 2023 : 4e du classement général, vainqueur d'une manche
  - 2024 : 2e du classement général, vainqueur d'une manche

- Coupe du monde de cross-country short track
  - 2023 : 4e du classement général, vainqueur de trois manches
  - 2024 : 7e du classement général

### Championnats d'Europe
- Krynica-Zdrój 2023
  - 8e du cross-country

### Championnats d'Autriche
- Championne d'Autriche de cross-country (3) : 2019, 2020 et 2024
- Championne d'Autriche de cross-country eliminator : 2018, 2021 et 2022